# Grecia durante el periodo de entreguerras

Extensión de Grecia durante el periodo de entreguerras.

El periodo de entreguerras en Grecia fue un periodo político turbulento caracterizado por la alternancia de la monarquía y de la república, los sucesivos pronunciamientos militares a favor de las distintas opciones políticas y la continua debilidad económica del país. Estrictamente, el país no salió de la Primera Guerra Mundial hasta su derrota a manos de la nueva república turca en la guerra de 1919-1922 y no entró en la Segunda Guerra Mundial hasta el ataque italiano de octubre de 1940.
A pesar de contar durante casi todo el periodo de entreguerras con gobiernos parlamentarios y sólo con cortos periodos de dictaduras (hasta la de Metaxás a partir de 1936), sí que fue frecuente la aplicación del estado de sitio, que permitía a los gobiernos infringir los derechos civiles. La característica principal de la política griega de la época no fue, sin embargo, la continuidad del sistema parlamentario, sino la perpetuación del «cisma nacional» entre partidarios de Eleftherios Venizelos y los de los sucesivos monarcas, que había comenzado en 1915. La abolición de la monarquía y la posterior retirada temporal de Venizelos de la política en 1924 favoreció la intromisión de los militares en la política. El modelo de estado, disputado entre republicanos y monárquicos, fue una de las principales causas de la continua crisis política. Los militares, divididos también entre republicanos y monárquicos, dieron sucesivos golpes de Estado (1925, 1926, 1933 y 1935), a favor de la república hasta que, en 1936, tras la restauración de la monarquía, los oficiales republicanos fueron expulsados de las fuerzas armadas.
En economía, el de entreguerras fue uno de los periodos más dinámicos de la historia del país, marcado por el crecimiento industrial, el desarrollo económico y la redistribución de la riqueza. El crecimiento, sin embargo, fue insuficiente para que el campesinado y el proletariado griegos alcanzasen un buen nivel de vida. Al igual que otros países balcánicos de la época, el rápido crecimiento demográfico, la baja productividad agraria, el insuficiente crecimiento de la industria para absorber la superpoblación del campo y un mercado interno débil mantuvieron a aquellos en la pobreza.

## Política interior

### Características generales
La política interior griega en el período de entreguerras, que para el país comenzó propiamente con el fin de la guerra con Turquía en 1922-1923, se caracterizó fundamentalmente por el enfrentamiento entre dos bloques, surgidos a partir de 1909 y afianzados durante la Primera Guerra Mundial, en la que protagonizaron en llamado «cisma nacional»: el venizelista y el antivenizelista, nombres derivados de uno de los políticos principales de la historia griega del primer tercio del siglo XX, Eleftherios Venizelos. Los partidarios del primero eran mayoritariamente republicanos, como otros grupos menores de izquierda como los agrarios y los comunistas, los del segundo, monárquicos. Los dos grupos se articulaban en torno a un partido principal al que acompañaban otros, en ocasiones de existencia pasajera. El del grupo venizelista fue el Partido Liberal, fundado y dirigido por el propio Venizelos y luego, hacia el final del período, por Themistoklis Sophoulis. El del antivenizelista fue el Partido Popular (a veces llamado Populista), fundado por Dimítrios Goúnaris y presidido luego por Panagis Tsaldaris, que absorbió las estructuras de los antiguos partidos arrumbados por el advenimiento de Venizelos a la política nacional en 1909. El Partido Liberal era la organización política por excelencia de la burguesía propiamente dicha, la formada por mercaderes, armadores, pequeños banqueros e industriales.
La guerra con Turquía también tuvo una influencia considerable en la política griega de la época: acabó con la importancia fundamental del irredentismo como eje de la política exterior, cambió radicalmente la composición del censo electoral por la llegada de más de un millón de personas, hizo del problema de los refugiados el principal de los internos del país y facilitó el fin temporal de la monarquía.
Los partidos políticos fueron en general estructuras clientelistas y caudillistas, que las agrupaciones de afiliados no lograron eliminar. Los dos principales partidos lo fueron, pese al intento, sobre todo en el caso del liberal, de transformarse en un partido moderno de masas basado en agrupaciones de afiliados en vez de en grupos clientelares de notables locales, que estos frustraron. El carácter caudillista y clientelar de las organizaciones políticas fue aún más patente en el caso de los partidos menores, compuestos fundamentalmente por su fundador, los notables que se escindían con él del partido matriz por insatisfacción y sus redes clientelares, fundamentalmente correspondientes a sus regiones de origen. El clientelismo era además más acentuado en los partidos de derecha que en los de izquierda —nulo en el caso del comunista—, en las zonas rurales que en las urbanas y en los territorios del antiguo reino que en las anexadas a partir de 1912.

### La derrota contra Turquía y sus consecuencias (1923-1925)

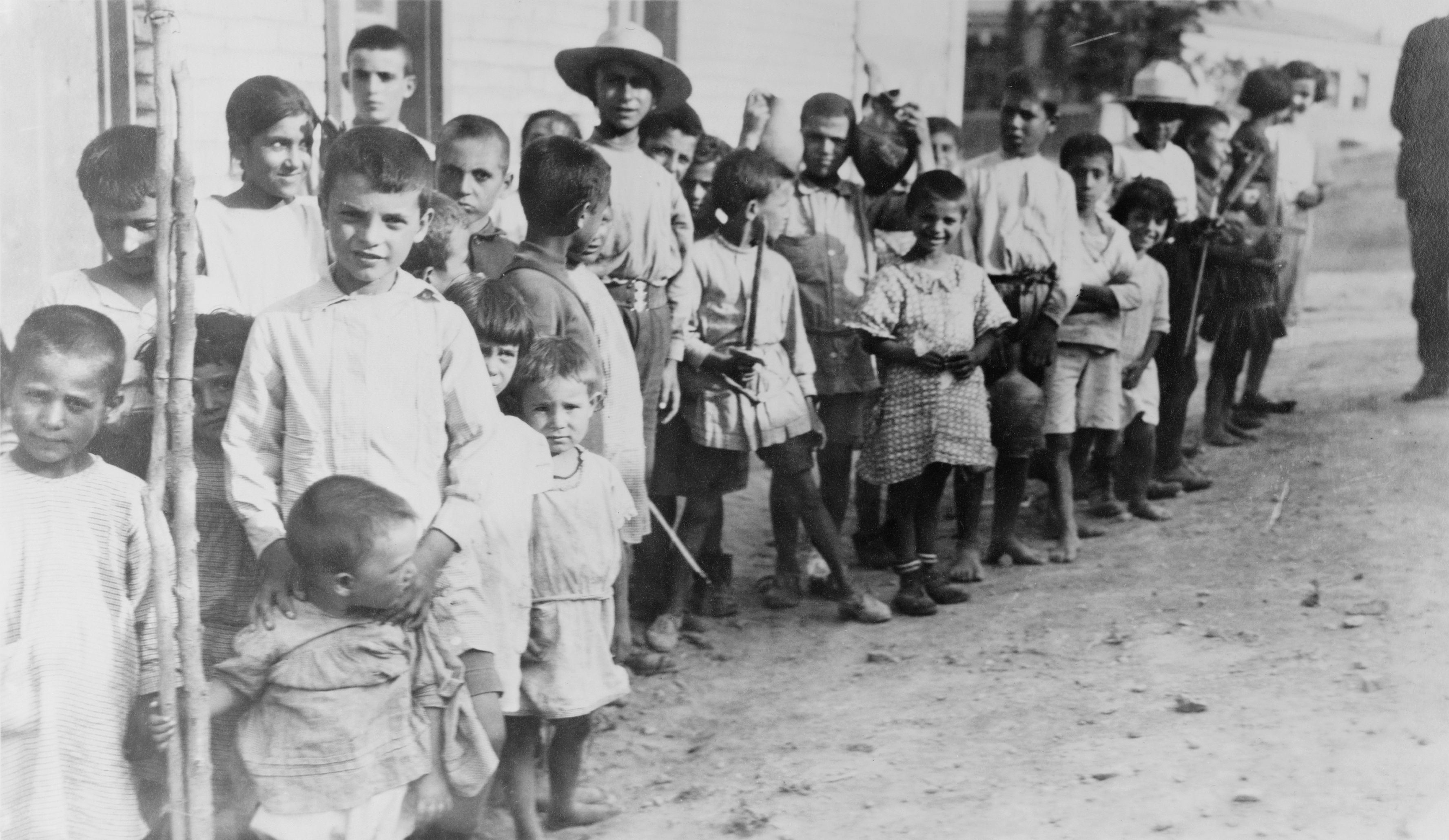
Refugiados griegos y armenios en Atenas, 1923. El asentamiento del gran número de refugiados de Asia Menor tras la derrota en la guerra con Turquía afectó gravemente a la economía griega de posguerra y modificó intensamente su composición social.

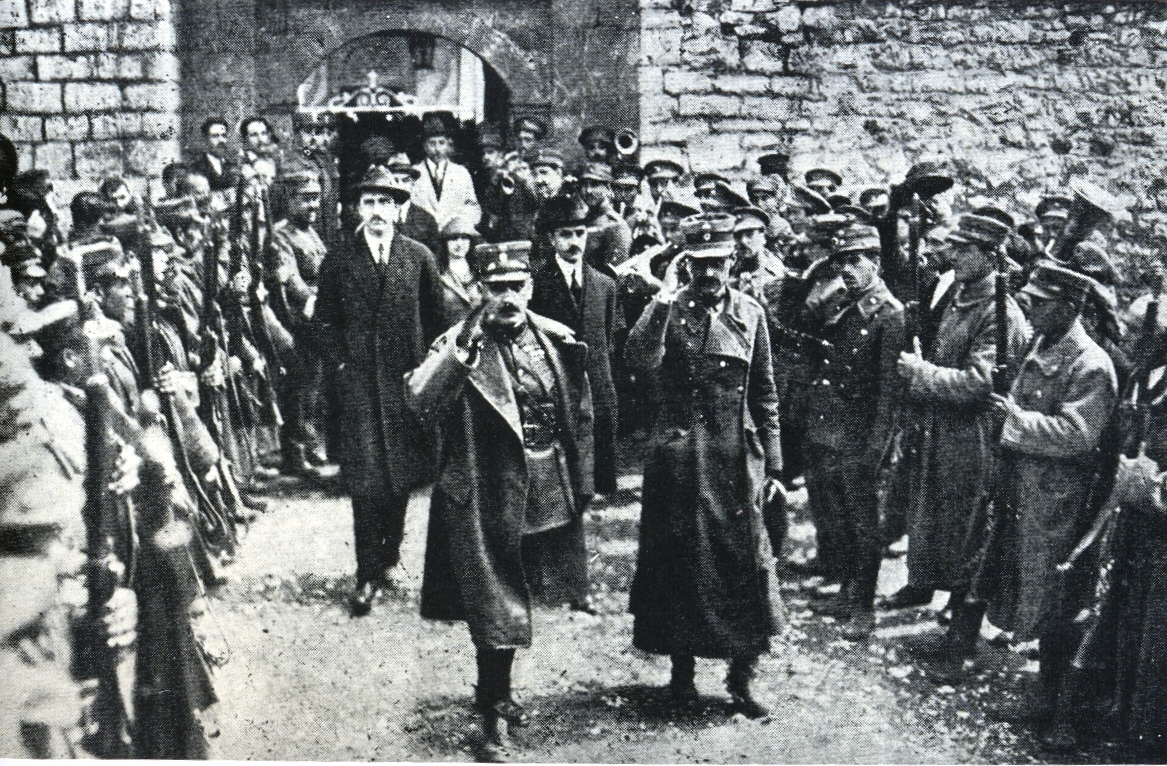
Los coroneles Stilianos Gonatas (centro) y Nikolaos Plastiras (derecha), cabecillas del pronunciamiento de septiembre de 1922 que precipitó el exilio definitivo del rey Constantino I.

El período de entreguerras griego comenzó tras una serie de grandes cambios, algunos de los cuales se extendieron aún durante algunos años de la década de 1920: la década de guerras casi ininterrumpidas de 1912 a 1922, el gran cambio de población con Turquía que aconteció entre 1919 y 1924 y la aplicación de una gran reforma agraria entre 1917 y 1927.
Al ser vencida Grecia en la guerra contra la nueva república turca, un pronunciamiento en 1922 derrocó al Gobierno monárquico que había dirigido los últimos años de la campaña y estableció uno de los breves periodos de gobierno no parlamentario de la historia de la Grecia moderna. Lo encabezaron los coroneles Plastiras y Gonatas, que contaron con el apoyo de veinte mil soldados que desembarcaron en Lavrio. Los golpistas presentaron un ultimátum al rey del 26 de septiembre, que esta aceptó antes de dejar el trono a su hijo Jorge y partir al destierro. El golpe, que contó con amplio respaldo, dio paso nuevamente a un Gobierno civil. Los oficiales republicanos lograron temporalmente el control del Ejército tras la derrota en Asia Menor y ejecutaron a seis ministros y militares monárquicos, considerados los  principales responsables de la derrota en noviembre de 1922. Los ajusticiados sirvieron fundamentalmente de chivos expiatorios del descalabro militar, lo que permitió exonerar de la derrota al Ejército en su conjunto y apaciguar los deseos de venganza de los soldados y los refugiados, pero también perpetuó la división surgida durante la guerra mundial entre partidarios del rey y de Venizelos. En principio, el nuevo Gobierno militar presidido por el coronel Nikolaos Plastiras pretendió presentarse como apartidista, pero la represión de los antivenicelistas y la ejecución de «los seis» hizo que tomase un cariz venicelista. El golpe militar tuvo dos consecuencias principales: dividir a los venicelistas en partidarios y contrarios al sistema republicano y la emancipación de los militares respecto de los dirigentes políticos civiles.
Unas de las primeras labores del Gobierno militar fue negociar la paz con Turquía, que se rubricó finalmente el Lausana el 24 de julio de 1923, y asentar a los refugiados llegados de territorio turco. La derrota militar griega ante Turquía trajo un acuerdo de intercambio de poblaciones entre los dos países (30 de enero de 1923): alrededor de un millón cuatrocientos mil refugiados de territorios turcos pasaron a Grecia y unos trescientos cincuenta mil turcos y búlgaros la abandonaron. Solo exceptuaron a la población turca de Tracia occidental y la griega de Constantinopla. Esto hizo de Grecia uno de los Estado nación con menor porcentaje de minorías —6 %— y concentró a casi toda la población de habla griega en el país. Para Grecia, que entonces contaba con unos cinco millones de habitantes, el asentamiento y la integración de los refugiados supuso un gran problema que tuvieron que tratar los sucesivos Gobiernos. El intercambio eliminó, sin embargo, uno de los pilares de la anterior política exterior griega desde la independencia del país en el siglo XIX, el irredentismo, que desde entonces quedó reducido a la minoría griega en Albania, Chipre y el Dodecaneso, de importancia secundaria. El asentamiento de unos setecientos mil refugiados en Macedonia, región en disputa con Serbia (luego Yugoslavia) y Bulgaria, aseguró la helenización del territorio: si la población de cultura griega había sido aproximadamente un 43 % del total en 1913 frente a un 39 % de musulmanes, en 1926 ya suponía en 89 %. Lo mismo sucedió con la importante y cosmopolita urbe de Tesalónica, que en 1912 contaba con una mayoría de población judía serfardí.
La principal amenaza al Gobierno militar de Plastiras —«caudillo» de la «revolución»— y Gonatas —primer ministro— fueron los oficiales que creyeron insuficiente el derrocamiento de Constantino y el fusilamiento de los responsables políticos y militares de noviembre de 1922 y que exigían el fin de la monarquía, que se agruparon en una liga militar en julio de 1923. La liga socavó la disciplina en el Ejército y acrecentó la influencia política de algunos oficiales: los generales Theodoros Pangalos, Georgios Kondilis y Alexandros Othonaios y el almirante Alexandros Chatzykiriakos. Esta agrupación de los militares republicanos suscitó la de sus adversarios.
Los militares monárquicos y liberales opuestos a los republicanos trataron en vano de derrocar al gobierno republicano del general Stilianos Gonatas en un golpe de Estado fallido el 23 de octubre de 1923. La gran purga de oficiales antivenicelistas que siguió a la fallida intentona —más de un millar fueron expulsados del Ejército— y el temor de que los antivenizelistas se cobrasen venganza por los ajusticiamientos de noviembre de 1922 hicieron que los oficiales venicelistas decididos defensores de la república. El fracaso también acabó con las esperanzas de victoria electoral en las elecciones previstas del partido de Ioannis Metaxás, que hasta entonces había preocupado a sus adversarios venicelistas, y el propio Metaxás huyó del país. Selló asimismo temporalmente el destino de la monarquía, abolida poco después.
| Plebiscito sobre la forma de Estado (13/4/1924) |
|                                                 |
| A favor de la república A favor de la monarquía |

El gobierno militar celebró elecciones a finales de 1923 (el 16 de diciembre), en las que no participaron los «populistas» (monárquicos) y que resultaron en un Parlamento ampliamente republicano y dividido entre diversas corrientes del venicelismo. Los militares obligaron al rey Jorge II a partir al exilio dos días después de los comicios de diciembre, pese a que la mayoría del Parlamento era liberal conservadora y no particularmente favorable a implantar la república. El Gobierno militar cedió el poder a la Asamblea Constituyente elegida en diciembre de 1923 en enero del año siguiente.
Venizelos había salido victorioso de las elecciones de finales de 1923, pero no deseaba la proclamación de una república, sino el mantenimiento de la monarquía constitucional. Volvió al país tras la entrega del poder a la Asamblea Constituyente, pero dimitió tras apenas diecinueve días  al apreciar la actitud del Parlamento a favor de la república. Había sido llamado al país tanto por sus adversarios como por sus partidarios, con la esperanza de que pudiese zanjar las intensas divisiones entre unos y otros. No lo logró, como tampoco evitar la disgregación de los liberales ni someter a los militares a la autoridad civil. Su retirada en 1924 allanó la intervención de los militares en la política nacional mediante una serie de golpes de Estado que reflejaban intereses de los oficiales, a menudo contrapuestos, y que originaron una gran inestabilidad. El primer gabinete tras la renuncia y nuevo exilio de Venizelos, el presidido por Georgios Kaphantaris, dimitió precisamente por insistencia de los militares y el Partido Liberal se dividió en tres formaciones (los Liberales Progresistas del dimitido Kaphantaris, los Liberales Conservadores de Andreas Michalakópulos y el grupo de Themistoklis Sophoulis).
Los militares republicanos, que habían purgado las Fuerzas Armadas de sus adversarios tras el golpe fracasado de octubre de 1923, presionaron a los políticos para proclamar la república, que fue aprobada casi por unanimidad en las Cortes. Mientras que los venicelistas deseaban decidir el modelo de Estado por plebiscito, los republicanos radicales lograron que se eligiese por votación parlamentaria; así se aprobó la proclamación de la república y la expulsión de la dinastía reinante el 25 de marzo de 1924. Un plebiscito posterior (13 de abril) confirmó la preferencia por la república. La campaña separó claramente a las dos agrupaciones política griegas: los venicelistas defendieron la proclamación de la república y los antivenicelistas, el mantenimiento de la monarquía. Pese al claro resultado en favor de la república, el principal partido antivenicelista, el popular presidido ya por entonces por Panagis Tsaldaris, se negó a reconocer la legitimidad del nuevo sistema estatal, cosa que tardó ocho años en hacer.
La república no resolvió los problemas económicos, el del asentamiento de los refugiados o los sucesivos choques con los países vecinos. Contó con innumerables partidos, muchos de ellos meras plataformas de sus candidatos y carentes de programa. Ante la debilidad de las formaciones políticas, se sucedieron los Gobiernos de coalición, inestables. Los gabinetes se relevaron rápidamente hasta el primer golpe militar del general republicano Pangalos (25 de junio de 1925), al que siguió el establecimiento formal de la dictadura al año siguiente (3 de enero de 1926). A Kaphantaris le siguió un ministerio presidido por Alexandros Papanastasiu, sostenido hasta julio de 1924 por los grupos liberales de Sophoulis y Michalakópulos. Papanastasiu perdió el apoyo de los demás grupos y de importantes militares tras haber logrado implantar la república, pues estos rechazaban las reformas económicas y sociales que pretendía llevar a cabo aquel. La presidencia del Gobierno pasó entonces a Sophoulis y en octubre de ese mismo año a Michalakópulos, que fue quien sufrió el golpe de Estado de Pangalos en junio del año siguiente. Los distintos grupos liberales surgidos de la disgregación del Partido Liberal compitieron durante estos meses previos al establecimiento de la dictadura del general Pangalos por hacerse con el Gobierno, al tiempo que trataban de granjearse el apoyo de los militares, fomentando con ello la indisciplina en las Fuerzas Armadas. Las continuas intromisiones militares en la política, la inestabilidad gubernamental, el desprestigio creciente del país en el extranjero y el descontento obrero, especialmente en los asentamientos urbanos de los refugiados, hicieron que parte de la burguesía recibiese con alivio el golpe de Estado de Pangalos del 25 de junio de 1925.

### La dictadura de Pangalos y el Gobierno de unidad (1925-1928)
El segundo periodo de dictadura de la época empezó en 1925, al tomar el poder el general Theodoros Pangalos; duró unos meses antes de ser él mismo fuese depuesto en un nuevo pronunciamiento. Paradójicamente, su golpe de Estado se esperaba, no suscitó casi oposición y su Gobierno militar contó incluso con el respaldo del Parlamento, que el militar disolvió tres meses después, el 30 de septiembre. El día anterior la Asamblea había aprobado la promulgación de una nueva Constitución republicana. El general de proclamó abiertamente dictador en enero de 1926. Pangalos, sin programa político más allá de acabar con las disputas entre los partidos y de la agitación de la prensa, trató de calmar la política nacional y mejorar la economía. Autocrático y a veces excéntrico, su Gobierno fue también benevolente a pesar de la condena de algunos dirigentes políticos. El general se presentó como el caudillo activo dispuesto a resolver los problemas del país, como hizo con algunos de ellos antes de ganarse la enemistad de parte de sus seguidores republicanos y militares con sus purgas. Fue elegido presidente de la república sin verdaderos adversarios en la votación en abril de 1926. Para entonces se le oponían todos los partidos, que en principio apoyaron a un candidato presidencial alternativo, si bien a última hora decidieron no participar en las elecciones. La hostilidad de los partidos y la mala gestión tanto de la economía como de la política exterior facilitaron la caída de Pangalos.

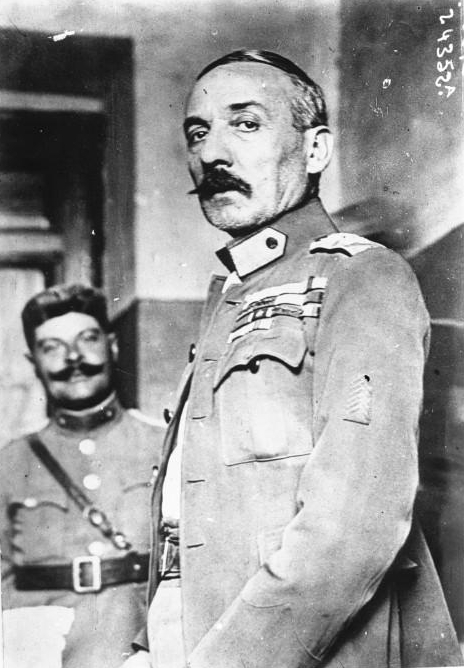
Pangalos en 1925, tras hacerse con el poder mediante un golpe de Estado.

Su guardia republicana, dirigida por el general Georgios Kondilis, lo derrocó el 22 de agosto de 1926. La incapacidad de los dirigentes de los partidos para pactar un Gobierno de gran coalición, exigencia con amplio respaldo ciudadano, en especial entre las clases medias urbanas, permitió a Kondilis presidir temporalmente el Consejo de Ministros, si bien finalmente las presiones le hicieron desistir de presentarse a los comicios previstos. Se celebraron elecciones a final de año, esta vez con participación de los populistas, que fueron derrotados por escaso margen por los partidos republicanos. Fueron las primeras elecciones que emplearon la asignación proporcional de escaños. La victoria de debió en parte a que Kondilis hizo un primer pago de las compensaciones prometidas a los refugiados, que hasta entonces no las habían recibido y amagaban con abandonar su tradicional respaldo a los candidatos liberales y presentar unos propios.
Se optó entonces por un Consejo de Ministros de amplia coalición para aprobar la Constitución, medida pendiente desde 1923. Esta se aprobó finalmente el 3 de junio de 1927. El nuevo gabinete lo presidió el gris Aléxandros Zaimis, que contó con el respaldo de los mayores partidos. El nuevo Gobierno logró equilibrar el presupuesto aumentando los impuestos y reducir la emisión de moneda. La junta instituida para estudiar el reingreso de los militares monárquicos expulsados entre 1917 y 1923 para reconciliar a republicanos y monárquicos no logró su objetivo ante la amenaza de los militares republicanos, que se opusieron a ello. Sí recuperaron su puesto algunos de ellos, pese a todo.
El primer partido en abandonar la gran coalición fue el popular, en agosto de 1927, que dejó a sus antiguos aliados la ingrata tarea de estabilizar la economía. Lo siguieron los agrario-laboristas en febrero de 1928. La coalición, en desintegración, dio paso a un nuevo Gobierno de Venizelos meses después de que este regresase al país en abril de 1927 y tomó posesión como primer ministro el 3 de julio de 1928; este gabinete abolió inmediatamente la representación proporcional y convocó elecciones. Venizelos acababa además de recuperar la dirección de los liberales tras desplazar a Kaphantaris, quien en mayo había logrado estabilizar por fin el dracma a costa de imponer una onerosa tributación y obtener costosos empréstitos extranjeros.

### Retorno de Venizelos y crisis republicana (1928-1932)
Venizelos volvió a presidir el Gobierno el 4 de julio de 1928 por quinta vez, y obtuvo una victoria aplastante sobre sus rivales en las siguientes elecciones del 19 de agosto (223 diputados de 250, pese a que un tercio de los votos fue para los monárquicos). Fundamentalmente, reunió en torno a sí a casi todo el venicelismo, salvo a Kaphantaris, que se presentó por libre con su nuevo Partido Progresista, mientras que sus adversarios antivenicelistase se presentaron divididos, lo que les perjudicó a causa de la asignación de escaños por el sistema mayoritario. Únicamente quince diputados monárquicos resultaron elegidos y el país, cansado de la inestabilidad pasada, optó por Venizelos como caudillo fuerte para dirigir el Gobierno. La república había tenido diez gabinetes en cinco años hasta la vuelta al poder de Venizelos. Representantes de todos los partidos habían solicitado el fin de su exilio para acabar con la inestabilidad política.
El de Venizelos fue el tercer gabinete ministerial más largo de la historia de Grecia hasta entonces, perduró hasta 1932 y fue uno de los pocos con un verdadero programa de gobierno que tuvo por objetivo fundamental la modernización social, económica y administrativa. Venizelos aplicó algunas reformas rápidamente, como la restauración del Senado, y firmó un acuerdo de amistad con Italia, para tratar de mejorar las relaciones con el país vecino, aspirante a dominar el Mediterráneo y con el Dodecaneso en su poder. Una de las metas principales del Gobierno fue el desarrollo económico mediante el fomento de la producción agrícola para consumo interno en vez de para la exportación, que debía servir tanto para mejorar el abastecimiento interno de trigo, tradicionalmente deficitario, como para acrecentar las rentas de los labradores y, con ello, la demanda interna. Esta debía favorecer el crecimiento de la industria nacional, amparada por medidas proteccionistas y que disponía de mano de obra barata (la de los refugiados y la inmigración campesina a las ciudades). Su Gobierno realizó algunas reformas como la creación de un Banco Agrícola, la puesta en marcha de obras públicas para drenar marismas o la creación de nuevas escuelas, además de grandes inversiones en comunicaciones, financiadas a crédito (préstamos extranjeros). No acabó, sin embargo, con la intromisión de los militares en la política griega, sino que utilizó a los que lo respaldaban contra la oposición. Tampoco acabó con la corrupción y, en general, el propio Venizelos se desentendió de la política nacional para concentrarse en la internacional, en la que obtuvo notables éxitos. El plan de desarrollo requería un largo período de estabilidad política, social y económica, que no se dio. La crisis económica y el creciente conservadurismo de la burguesía socavaron el apoyo al venicelismo, que ya desde la posguerra había perdido el de los obreros.
| Elecciones parlamentarias (25/9/1932, escaños) |
| --- |
| |
| Partido Popular (95) Partido de la Libre Opinión (3) Partido Liberal (98) Partido Agrario-laborista (8) Partido Radical Nacional (6) Partido Progresista (15) Partido Republicano Conservador (2) Venicelistas independientes (2) Republicanos independientes (6) Partido Agrario (11) Partido Comunistas (10) |

| Elecciones de 1932 (escaños)                                                 |
|                                                                              |
| Según Stavrianos, p. 667. Liberales (Venizelos) Populistas (Tsaldaris) Otros |

La división entre los republicanos, a veces dispuestos a oponerse a Venizelos para recuperar protagonismo, la corrupción de algunos de los colaboradores de este y, sobre todo, la creciente depresión económica, hicieron mella en la popularidad del primer ministro a comienzos de los años treinta. Venizelos tampoco logró evitar el empeoramiento de las relaciones tanto con la oposición antivenicelista como con algunas fracciones venicelistas, que a partir de 1930 emprendieron una dura oposición al Gobierno. La depresión alcanzó el país a finales de 1931, tras el abandono británico del patrón oro en septiembre. Ante la depresión, los dos principales partidos, el liberal de Venizelos, muy derechizado, y el populista, monárquico, no se hallaban preparados ni dispuestos para aplicar profundas reformas que podrían haber aliviado la crisis económica. Los populistas, sin embargo, contaban con la ventaja de hallarse en la oposición y poder culpar de la crisis al Gobierno de los liberales. Estos trataron de mantener los proyectos de desarrollo durante varios meses pese a la tesitura económica. Los republicanos, por su parte, temían que los monárquicos usasen el descontento por la crisis económica para tratar de restaurar la monarquía. A pesar de la seriedad de la situación económica y social, el partido comunista apenas obtuvo ocho diputados y los fascistas pasaron a dos.
Tsaldaris rechazó en marzo de 1932 formar un Consejo de Ministros con Venizelos; en mayo fracasó nuevamente la formación de un Gobierno de amplia coalición o de unión de los grupos venicelistas, lo que hizo que Venizelos retomase la Presidencia del Gobierno. En junio este tuvo que aplicar ciertos recortes ante la falta de préstamos extranjeros, decidió aplicar el sistema de asignación proporcional de escaños para las siguientes elecciones y tensó la situación política para ocultar los fracasos gubernamentales, presentándose como el adalid de la república frente a la oposición, a la que acusó de querer restaurar la monarquía. El debilitamiento de Venizelos quedó patente en las elecciones del 25 de septiembre de 1932, en las que perdió la mayoría parlamentaria, aunque sí consiguió perjudicar a sus rivales de los partidos menores.
Ante la nueva negativa del populista Tsaldaris a entrar en un Gobierno de coalición con Venizelos, este le permitió formar un Gabinete propio que, con únicamente ciento tres diputados, quedó a merced de la oposición. Apenas duró dos meses, mientras el Parlamento no se halló en sesión. Venizelos forzó la renuncia de Tsaldaris en enero de 1933 y convocó nuevas elecciones para acabar con la situación de estancamiento político. Los venicelistas habían acabado con el gabinete de Tsaldaris por el temor de que Kondilis y Metaxas, aliados de este, minasen su posición en la Administración Pública y, en especial, en el Ejército. Venizelos asumió la Presidencia del Gobierno por séptima y última vez, al frente de una coalición de partidos venicelistas y del Partido Agrario, con la que se presentó a las elecciones, celebradas otra vez con el sistema mayoritario de asignación de escaños. Frente a la Coalición Nacional de Venizelos se presentó la Oposición Unida, formada por los partidos de Tsaldaris, Metaxas, algunos agrarios y el Partido Radical Nacional de Kondilis, que había tratado en vano de entrar en la alianza del primer ministro. Fue el momento de mayor polarización política desde los comicios de 1920 y la campaña electoral versó principalmente sobre la crisis económica, con ataques mutuos.

### Derrota de Venizelos (1933-1935)
El partido Populista, monárquico y en la oposición durante la mayor parte del periodo de entreguerras, ganó las elecciones de marzo de 1933, fundamentalmente por el sistema de reparto de las actas de diputado, pues en votos los dos bloques electorales quedaron casi empatados. Venizelos había errado en su apreciación de la situación política y el reconocimiento de la república por Tsaldaris le había proporcionado parte del voto republicano descontento con Venizelos.
El 5 de marzo de 1933, recién conocida la derrota liberal, el general Nikolaos Plastiras trató en vano de derrocar al nuevo Gobierno conservador, del que temía una restauración de la monarquía y una purga de oficiales republicanos. Plastiras tuvo que huir ante la falta casi total de apoyo, y Venizelos hacer frente a una acusación parlamentaria, infundada, de colusión en el pronunciamiento que presentó Metaxás. Los generales a los que Plastiras cedió el poder lo entregaron a los vencedores de los comicios y Tsaldaris formó su segundo y último Gobierno el 10 de marzo, coligado con Kondilis y Metaxas. El fallido pronunciamiento y la defensa que hizo Venizelos de Plastiras en las Cortes cuando se defendía de la acusación de haber instigado el golpe tensaron el traspaso de poderes, el primero a los antivenicelistas en una década.

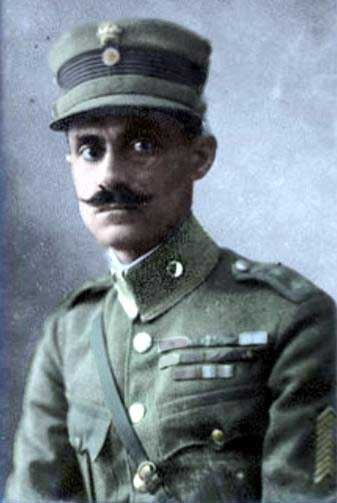
Nikolaos Plastiras, militar y dirigente del golpe de 1922 que acabó con el gobierno monárquico y trató de acabar con el gobierno conservador en 1933 y 1935, precipitando en vez de ello la restauración de la monarquía. El periodo de entreguerras estuvo plagado de intervenciones militares en la política del país.

Venizelos sufrió un intento de asesinato el 6 de junio, organizado por el nuevo jefe de la Policía de Seguridad nombrado por Tsaldaris. El golpe y el atentado contra Venizelos radicalizaron la situación política entre los dos bandos enfrentados. El Gobierno conservador trató de retrasar la investigación del atentado, que parecía obra de la policía, lo que aumentó el descontento de los republicanos, que volvieron a respaldar a Venizelos. La Coalición Nacional de este creó una organización el 3 de julio en previsión de choques armados con los antivenicelistas, a la que se sumaron tanto oficiales en activo como otros en la reserva. La tensión no dejó de crecer durante los meses siguientes por diversos motivos: la lenta investigación del atentado contra Venizelos, los intentos de Kondilis para reformar el Ejército y privar del poder a los oficiales republicanos, las reformas electorales del Gobierno, la negativa gubernamental a celebrar ciertas sesiones conjuntas entre la Cámara Baja y la Alta, la crítica venicelista a la firma de la Entente de los Balcanes o los intensos rumores de que Metaxás y Kondilis maquinaban dar un golpe de Estado y restaurar la monarquía. Los intentos de conciliación de los moderados de los dos grupos fracasaron sucesivamente, tanto por la intransigencia de Venizelos y Kondilis como por la incapacidad de Tsaldaris para controlar a sus partidarios más radicales.
Un nuevo golpe de Estado fracasado en marzo de 1935 por parte de los oficiales venicelistas con apoyo del Partido Liberal de Venizelos, que trataba de impedir la restauración monárquica, produjo el efecto contrario: la purga de los oficiales venicelistas y la vuelta del soberano, Jorge II de Grecia. Venizelos había accedido a apoyar el golpe en enero, tras los repetidos retrasos del juicio del atentado contra él en noviembre y diciembre de 1934. El plan suponía ceder el poder a los militares encabezados por Plastiras. El golpe fue desbaratado por Kondilis, por entonces ministro de la Guerra del Gobierno de Tsaldaris. Los populistas eliminaron también a los partidarios de los liberales de la Administración Pública, lo que reforzó su control del Estado, junto con la abolición del Senado, controlado hasta entonces por los venicelistas. Las unidades de la flota alzadas y el propio Venizelos huyeron al Dodecaneso italiano. Venizelos fue condenado a muerte in absentia. Plastiras se exilió en Francia.
Únicamente partidos conservadores participaron en las elecciones de junio. El fracaso del golpe y la posterior represión desarbolaron a los venicelistas y favorecieron a sus adversarios más radicales, Metaxás y Kondilis, ante los que Tsaldaris fue perdiendo terreno. Para entonces Metaxás ya había abandonado el Gobierno y abogaba abiertamente por la restauración de la monarquía, pese a las declaraciones de Tsaldaris, que afirmaba que la república no corría peligro. Venció ampliamente a Metaxás en los comicios de junio, presentándose, con Kondilis, como el garante del mantenimiento de la república frente al monárquico Metaxás. El temor a la violencia que podría desatar Metaxás hizo, empero, que Tsaldaris mantuviese la convocatoria sobre el modelo de Estado. Kondilis también se pronunció sorprendentemente en favor de la monarquía el 3 de julio, lo que aumentó la presión sobre Tsaldaris. Este cedió ante la presión de los radicales monárquicos y de los oficiales y presentó una moción de plebiscito sobre el modelo de Estado el 10 de julio, que debía celebrarse el 15 de noviembre. Kondilis fue alejándose paulatinamente de Tsaldaris y acercándose a las posiciones fascistas.
Los militares monárquicos desconfiaban de los titubeos de Tsaldaris y del resultado del plebiscito y forzaron su renuncia a favor de Kondilis en un golpe militar el 10 de octubre. Kondilis asumió la presidencia del Consejo de Ministros, persiguiendo abiertamente a liberales e izquierdistas. El golpe fue respaldado más tarde por los británicos, deseosos de lograr la restauración monárquica y de no molestar al nuevo Gobierno durante la crisis de Abisinia. El rey lo permitió, pese a que el mismo día del golpe el ministro de Asuntos Exteriores, monárquico, le había asegurado que era innecesario y que estaba prevista una votación que validaría la restauración legalmente. Los restos del partido de Tsaldaris —ochenta y dos diputados, después de la retirada de este y del grueso del partido de las Cortes— asumió todos los poderes, abolió la república, restauró la Constitución de 1911 y celebró el plebiscito, amañado para restaurar la monarquía (3 de noviembre de 1935, con un 97 % de votos favorables al regreso del rey).

### Restauración (1935-1936)
La restauración monárquica fue aprobada ampliamente (97,87 % de los votos favorables en el plebiscito de 3 de noviembre de 1935, totalmente fraudulento). El rey Jorge II de Grecia volvió a Atenas tras once años de exilio británico el 25 de noviembre. Los partidos republicanos se negaron en principio a admitir el cambio de régimen político, pero Venizelos frustró el frente republicano al acceder a reconocer la legitimidad del monarca a cambio de la restauración del sistema parlamentario y la concesión de una amnistía general. Los liberales pactaron además con los populares la promulgación de una nueva Constitución, el uso del sistema proporcional de asignación de escaños en los comicios y un futuro Consejo de Ministros conjunto.
Tras su retorno a Grecia, Jorge desilusionó a los ultramonárquicos al negarse a convertirse en su jefe y conceder una amnistía a los republicanos, lo que llevó a la renuncia de Kondilis el 30 de noviembre, que fue sorprendentemente aceptada, y su sustitución por un nuevo primer ministro sin experiencia política, Konstantinos Demertzis, un moderado.
Demertzis devolvió sus puestos a los funcionarios purgados por los populistas y los militares monárquicos, pero no a los oficiales republicanos. Convocó elecciones para enero de 1936, cuyos resultados mostraron la recuperación de los liberales, si bien tanto los venicelistas como los antivenicelistas se presentaron a los comicios muy fragmentados. La campaña resultó violenta y bronca, y los republicanos sufrieron un intenso acoso.
Las elecciones del 26 de enero de 1936 dieron un resultado igualado que impidió la formación de un Gobierno, dados los desacuerdos entre los dos grandes bloques políticos de venicelistas y antivenicelistas. Más que a una diferencia de principio, el fracaso de las negociaciones se debió al deseo de los dos bandos de controlar el Gobierno y, con él, la capacidad de recompensa de los respectivos seguidores. Ambos partidos deseaban además hacerse con el dominio del Ejército. Entre los 143 populistas y los 142 liberales, los 15 diputados comunistas tenían la capacidad de dar el Gobierno a uno u otro bando, ante la imposibilidad de acuerdo entre ellos.
Liberales y comunistas alcanzaron un pacto el 19 de febrero para que los primeros lograsen el Gobierno a cambio de la aprobación de ciertas medidas reformistas, aunque los segundos habían negociado también con los populares. El dirigente de los liberales, Themistoklis Sophoulis, fue elegido presidente del Parlamento, pero dejó que Demertzis formase un nuevo gabinete que incluía a Metaxás como vice primer ministro y ministro de la Guerra el 14 de marzo ante la amenaza del rey y de los militares de no permitir un Gobierno apoyado por los comunistas. Metaxás se suponía que debía dominar a los militares, que habían estado a punto de dar un golpe de Estado tras las elecciones, que impidió el rey en persona. Sin embargo, Demertzis murió el 13 abril y el rey nombró en su lugar a Metaxás sin consultar a los partidos, que, pese a ello, lo respaldaron firmemente en la cuestión de confianza del 25 de abril; se lo consideraba un mero primer ministro de transición hasta que los dos grandes partidos lograsen pactar. Pese a la insistencia de los comunistas en derrotar a Metaxás en el Parlamento, Sophoulis no se atrevió ante la amenaza militar y aprobó el Gobierno por decreto de Metaxás durante cinco meses, durante los que el Parlamento quedó suspendido, situación impuesta por deseo del monarca. Pese a que un comité parlamentario debía vigilar la actuación del nuevo primer ministro, en la práctica a partir de entonces Metaxás gobernó a su albedrío, encabezando una dictadura real, según el embajador estadounidense.

### La dictadura de Metaxás (1936-1941)
Metaxás deportó a los principales dirigentes sindicales y disolvió los sindicatos más reivindicativos, mientras preparaba un golpe militar. Los comunistas respondieron con huelgas y manifestaciones, que se agudizaron tras la toma de posesión de Metaxás como primer ministro, si bien tenían una importante motivación económica por la mala situación que atravesaba el país. Una huelga general en Salónica acabó con treinta muertos y cuatrocientos heridos. El gobierno de Macedonia se entregó a un general, que restauró el orden en la zona mediante la violencia. El partido comunista convocó entonces una huelga general nacional para el 5 de agosto de 1936. A pesar de un acuerdo de última hora entre liberales y monárquicos para sustituir a Metaxás en octubre, que se presentó al rey el 22 de julio, este rechazó la propuesta el 3 de agosto de 1936 y respaldó el golpe de Metaxás el día después.

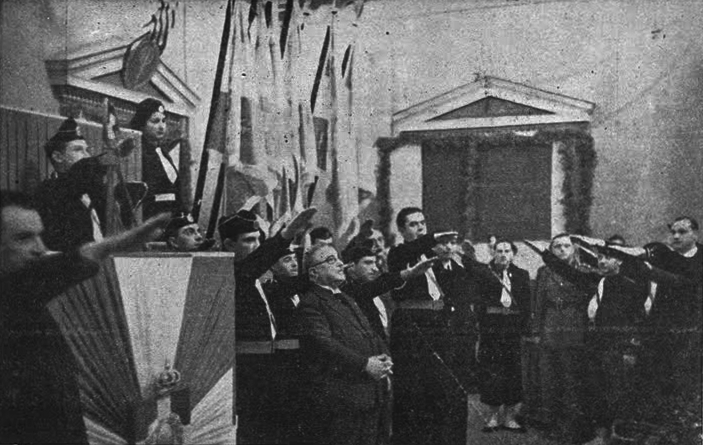
Ioannis Metaxás rodeado de miembros de la organización juvenil de la dictadura, EON.

Ante la incapacidad de venicelistas y antivenicelistas para ponerse de acuerdo, el general retirado Ioannis Metaxás logró el respaldo del rey para imponer una dictadura, recibiendo el respaldo de las Cortes para suspender algunos derechos fundamentales. Los principales políticos griegos que podrían haber dificultado las maniobras del general (Venizelos, Tsaldaris, Kondilis y Demertzis) fallecieron entre noviembre de 1935 y agosto de 1936, cuando Metaxás estableció definitivamente su Gobierno autoritario con respaldo real. Metaxás, primer ministro, tomó también las carteras de Defensa y Asuntos Exteriores. El régimen dictatorial se conoce como «régimen del 4 de agosto» por el día de su implantación. Metaxás acabó por disolver el parlamento, prohibir los partidos políticos y arrestar a los opositores a la dictadura. La oposición comunista fue desmantelada y la de los partidos tradicionales se mostró ineficaz. Metaxás utilizó la deportación a las islas para deshacerse de los sospechosos de oposición a la dictadura, a menudo comunistas o miembros de los partidos prohibidos. La dictadura afianzó el control estatal por parte del antivenicelismo monárquico, proceso que había comenzado con la victoria electoral de 1933.
El principal modo de dominio de la sociedad griega, además del férreo control de la prensa y el reforzamiento de los servicios de seguridad, fue la creación de la Organización de la Juventud Nacional (EON), que tomó como modelos a las Juventudes Hitlerianas alemanas y a los balillas italianos y que llegó a contar con un millón de miembros. Careció, no obstante, de una organización de masas propia, a diferencia de los modelos ideológicos italiano y alemán.
Metaxás se dedicó con ahínco a tratar de resolver los graves problemas del país, aunque la eficacia de sus actos es controvertida. Aprobó una serie de medidas de carácter social (creación del salario mínimo, de las vacaciones pagadas o de la seguridad social) que mejoraron notablemente la situación de los trabajadores en teoría. La aplicación de estas reformas fue menos ideal a causa de la ausencia de sindicatos. El plan de obras públicas de la dictadura, a pesar de aumentar significativamente la deuda y la inflación, dio trabajo y reforzó las defensas del país. La dictadura trató de presentarse como favorable a los trabajadores y una alternativa tanto al comunismo como a los sindicatos mediante sus medidas sociales.
La dictadura de Metaxás, pese a los profundos cambios que produjo en la política interior del país, no modificó sustancialmente la política exterior de la nación, que siguió siendo favorable al Reino Unido. La dependencia militar y económica de Grecia de este país aseguraron la continuidad.
La crisis abisinia determinó el comienzo del rearme griego ante la preocupación del alto mando del Ejército, convencido de que este no se encontraba en condiciones de librar una guerra moderna con los medios que se estaban empleando en la guerra africana. Además de ciertas medidas de reorganización que se tomaron ya a finales de 1935, Grecia comenzó a comprar armamento a Alemania, aprovechando la deuda acumulada por esta en el sistema de trueque. También se emprendió el desarrollo de la industria armamentística nacional, con colaboración alemana; en 1939, era ya la principal de los Balcanes y Oriente Próximo.
El régimen, poco querido por las clases medias y los comunistas, sobrevivió hasta 1941 gracias a la desunión de la oposición y la apatía de la mayoría de la población, campesina. Contó además con el apoyo constante del rey, que controlaba las fuerzas armadas.

### Vísperas de la guerra mundial
Grecia estrechó lazos con el Reino Unido tratando al mismo tiempo de no disgustar a Alemania tras la ocupación italiana de Albania el 7 de abril de 1939. El Reino Unido concedió una garantía territorial a Grecia frente a cualquier ataque italiano.
Con el estallido de la Segunda Guerra Mundial, sin embargo, Metaxás trató de ganarse la simpatía de Italia, con el objetivo de mantener a Grecia fuera del conflicto, al tiempo que firmaba un acuerdo comercial con el Reino Unido. La caída de Francia en junio de 1940 hizo que la actitud de Grecia hacia Italia fuese aún más conciliatoria, a pesar de la frialdad de ésta hacia los esfuerzos griegos para mejorar las relaciones. La postura griega era precaria: en 1939 el 42,7 % de sus importaciones procedían de Alemania y un 10,9 % de Italia. El Gobierno griego trató de que Alemania evitase una intervención italiana en los Balcanes.
La propaganda italiana contra Grecia permitió al país prepararse para el futuro ataque, que en varias ocasiones pareció inminente. Finalmente, ante las victorias alemanas y el envío, sin consultar a Roma, de una misión militar alemana a Rumanía en octubre de 1940 en lo que teóricamente era una zona de influencia italiana, Mussolini ordenó el ataque contra Grecia para tratar mantener el control en su zona de influencia en los Balcanes. Los italianos presentaron un ultimátum a Grecia el 28 de octubre, que marcó el comienzo de la guerra greco-italiana y la entrada del país en la Segunda Guerra Mundial.

## Política internacional

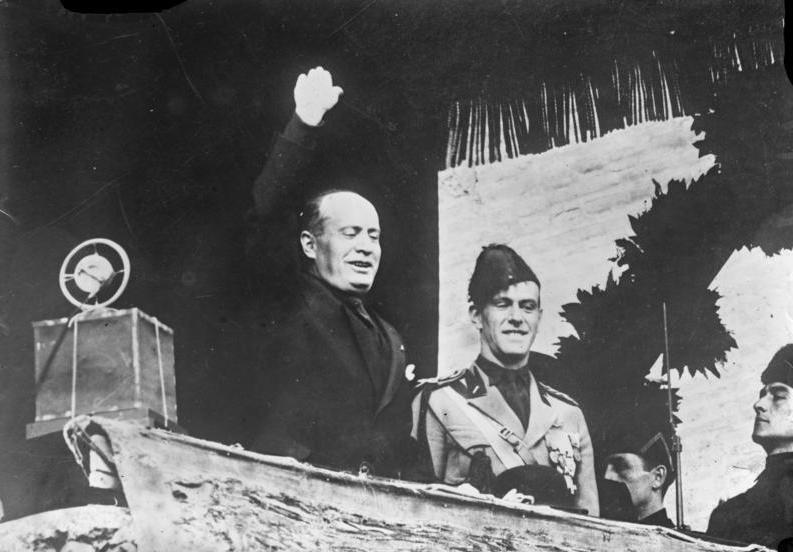
Mussolini, dictador italiano, mantuvo en general malas relaciones con Grecia durante las entreguerras debido a las ambiciones imperialistas italianas en el Mediterráneo.

La derrota ante Turquía en 1922 llevó a un cambio sustancial en la tradicional política exterior griega, basada en el expansionismo de la megali idea. Grecia trató, sin el respaldo de los vencedores de la Primera Guerra Mundial, de afianzar su territorio, encontrándose pronto con la hostilidad expansionista italiana en el Mediterráneo. Entre 1923 y 1928 Italia supuso una gran amenaza para la seguridad griega.
Una de las primeras acciones de política exterior griega en este período histórico fue la firma de la paz con Turquía en julio de 1923. Los militares que dominaban el Gobierno desde el pronunciamiento de finales del año anterior confiaron la negociación al exiliado Eleftherios Venizelos.

### Disputas con los países vecinos
Poco después de la instauración de la república se sucedieron los incidentes con los países vecinos. Tropas italianas ocuparon la isla de Corfú en agosto de 1923, que finalmente evacuaron, pero no sin causar la desilusión griega con el funcionamiento de la Sociedad de Naciones, que se negó a arbitrar la disputa. La causa de la intervención italiana había sido el asesinato de un oficial italiano en territorio griego durante el trazado de la frontera greco-albanesa, crimen que nunca se esclareció, pero del que Mussolini acusó a los griegos. La opinión pública internacional, contraria a la intervención militar italiana, forzó la retirada a cambio de una indemnización monetaria.
Grecia también tuvo importantes incidentes fronterizos con Bulgaria. Los dos países habían acordado el 29 de septiembre de 1924 reconocer como búlgara a la minoría eslava del norte de Grecia y con ello, colocarla bajo la protección de los tratados relativos al respecto de las minorías de la Sociedad de Naciones, pero la oposición yugoslava y las protestas en Grecia hicieron que el Gobierno ateniense rescindiese el pacto. En octubre de 1925, tras la muerte de dos militares griegos, el Ejército heleno ocupó parte de Bulgaria, que solicitó la ayuda de la Sociedad de naciones. Esta ordenó la retirada griega y el pago por las dos partes de indemnizaciones, por la ocupación y por la muerte de los militares.
Las relaciones con Yugoslavia y Turquía tampoco eran buenas. Entre 1923 y 1929, se mantuvo el desacuerdo entre griegos y yugoslavos sobre las concesiones a estos en el puerto de Salónica, que Yugoslavia consideraba escasas. El antagonismo de los dos países con la vecina Bulgaria, sin embargo, servía para mitigar los desacuerdos y estrechar lazos. Con Turquía existían diversos desacuerdos (la situación de la población griega en Estambul, la propiedad de los emigrados...) que no se resolvieron hasta 1930.
La situación con Albania era asimismo tensa, pues Grecia reclamaba como propio el sur del vecino país, que consideraba el Epiro Septentrional y a la población ortodoxa o de lengua griega, de nacionalidad griega. A su vez el Gobierno de Tirana exigía el reconocimiento de los derechos de la minoría albanesa del noroeste de Grecia. Esta evitó reclamar los territorios albaneses del sur esencialmente para evitar provocar a Italia, cada vez más influyente en el país vecino.

### Acuerdos bilaterales y mejora de las relaciones

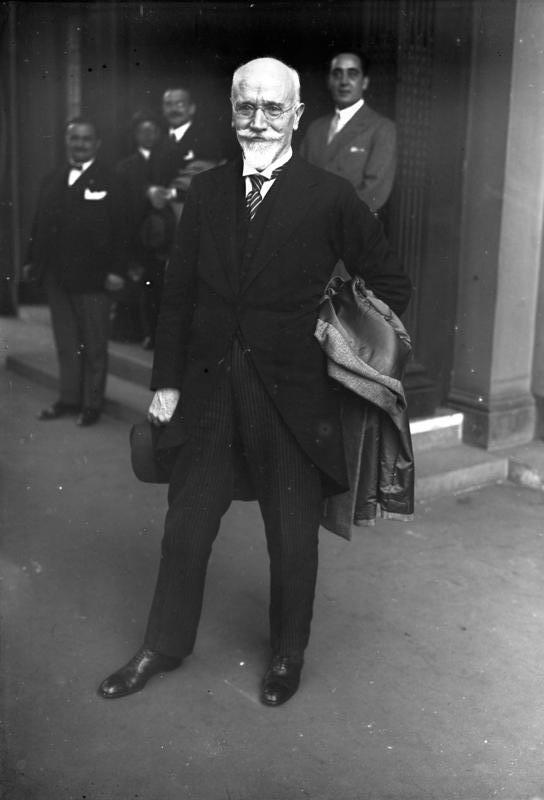
Eleftherios Venizelos, figura clave de la historia griega de la primera mitad del siglo, en Berlín a finales de 1929, durante su último mandato.

Ante la aparente ineficacia de la Sociedad, los Gobiernos griegos trataron de asegurar al país mediante acuerdos bilaterales, lográndose uno con la misma Italia al regreso de Venizelos al Gobierno en 1928 (23 de septiembre de 1928). A este le siguió otro con la Turquía de Mustafá Kemal en junio y octubre de 1930 que puso fin a las disputas entre ambos países y dio comienzo a un periodo de entendimiento entre las dos naciones. El deseo de Venizelos de evitar la competición con Turquía en el mar Egeo, que podía resultar costosa y estorbar los planes de desarrollo, y los planes modernizadores de Kemal allanaron el acuerdo entre las dos naciones. Venizelos, para mantener las buenas relaciones con el Reino Unido, la principal potencia en el Mediterráneo, declinó apoyar el irredentismo griego en Chipre, entonces bajo administración de Londres, y en el que hubo un levantamiento en 1931. Trató de evitar la dependencia griega de una sola potencia, manteniendo para ello buenas relaciones con los países con presencia en el Mediterráneo y con las naciones vecinas. Alcanzó un nuevo acuerdo con los yugoslavos el 17 de marzo de 1929 sobre el uso del puerto de Salónica que un mes después se tradujo en la firma de un tratado de amistad y arbitraje. Las relaciones con Bulgaria no mejoraron tanto: quedó sin resolver su acceso al Egeo pese a las concesiones de Venizelos, insuficientes para las autoridades búlgaras, que sólo consintieron en restablecer relaciones diplomáticas. Venizelos logró el mayor éxito de su mandato el 10 de junio de 1930 al conseguir un acuerdo con Turquía sobre las cuestiones pendientes entre ambas naciones que permitió pocos meses después la firma de acuerdos de amistad y comercio.
Con la derrota de Venizelos y el triunfo de los conservadores en 1933, la etapa de los acuerdos bilaterales acabó, ingresando Grecia en una coalición multinacional (Entente de los Balcanes [1934]), que alineó a Grecia aún más con el Reino Unido, empeorando la relación con Italia, contraria al mantenimiento de la situación en los Balcanes. Esta alianza, que reunía a Grecia, Turquía, Rumanía y Yugoslavia, pretendía mantener la situación territorial en los Balcanes, frustrando fundamentalmente las aspiraciones expansionistas búlgaras. El acercamiento griego al Reino Unido, palmario ya durante la crisis de Abisinia, se debió al temor a Italia y a la cambiante situación internacional del momento. Hasta 1935, sin embargo, las buenas relaciones con Italia, el Reino Unido y Francia no resultaron contradictorias, dadas las conversaciones franco-italianas para formar una liga contra Hitler, que acabaron fracasando. La crisis abisinia despertó el interés estratégico británico por Grecia, como punto de apoyo en el Mediterráneo oriental. Un primer intento de mantener la neutralidad y alejar el país de sus aliados balcánicos dio paso pronto al estrechamiento de vínculos con el Reino Unido, la principal potencia en el Mediterráneo.
El Gobierno griego vio en Italia la principal amenaza al país desde la guerra abisinia, a lo que se sumó la preocupación por Bulgaria a partir de 1938. Los mandatarios griegos trataron infructuosamente de obtener una garantía territorial británica frente a Bulgaria ese mismo año e incluso de coligarse contra Italia tras los Acuerdos de Múnich. El Reino Unido resultó incapaz de competir comercialmente con Alemania, tanto en el suministro de armas como en la compra de tabaco griego.

## Economía y sociedad

### Características generales
La mujer estuvo casi completamente excluida de la vida política y social de la Grecia de entreguerras.
La economía griega de entreguerras era fundamentalmente agraria y contaba con importantes dependencias del extranjero. La única minería relevante era la del aluminio, dedicada a la exportación; la única industria destacable, la de los textiles de algodón. El transporte por ferrocarril dependía casi por completo de la importación de carbón británico.
| Exportaciones: el tabaco y las pasas (1858-1938) Según Petmezas (2000), p. 328. |                                                                  |
| ------------------------------------------------------------------------------- | ---------------------------------------------------------------- |
| Gráfico no disponible temporalmente debido a problemas técnicos.                |                                                                  |
|                                                                                 | Gráfico no disponible temporalmente debido a problemas técnicos. |

La agricultura del país sufría, además, de grandes desequilibrios: únicamente el 12 % de la superficie dedicada a la agricultura se destinaba al cereal y las zonas montañosas eran permanentemente deficitarias en alimentos. El país importaba en esta época gran cantidad de cereal. Más de la mitad de la población se dedicaba a la agricultura, aunque sólo alrededor del 20 % del territorio era cultivable. La población era fundamentalmente rural, siendo menos de diez las poblaciones con más de quince mil habitantes. Esto no impidió que algunas ciudades creciesen notablemente: Atenas, la capital, que a principios de siglo contaba con menos de doscientos mil habitantes, tenía en torno a medio millón en la década de 1920 y superó el millón antes de comenzar la Segunda Guerra Mundial. El veloz aumento de la población, común a toda la región balcánica en esta época, agravó la mala situación del campesinado por la parcelación de la propiedad. Se calcula además que en torno a la mitad de la población rural era excedentaria para el nivel de producción. Las restricciones estadounidenses a la inmigración impuestas a comienzos de la década de 1920 agudizó el problema del subempleo rural. El fomento de la industria no bastó para absorber este exceso de población campesina, característica nuevamente común a toda la región. La mala situación económica del amplio campesinado no determinó la aparición de un partido agrario potente y los labradores siguieron los asuntos políticos impuestos por los partidos burgueses, esencialmente el modelo de Estado.
La industria creció notablemente en la época, pero desde un nivel muy bajo y con condiciones malas para los obreros, poco numerosos incluso en vísperas de la Segunda Guerra Mundial: eran 280 311 en 1930 y apenas superaban los 350 000 en 1938. La mayoría de los obreros trabajaba además en talleres y pequeñas industrias, no en grandes fábricas, con escasas diferencias sociales, económicas o de origen con sus patronos. A menudo propietario de una casa o de tierras en su pueblo de origen, ideológicamente estaba cercano a sus antiguos vecinos campesinos o de la pequeña burguesía. Solo algunos sectores menores y grupos, como los refugiados, desarrollaron un movimiento obrero fuerte, pese a las malas condiciones laborales en la industria.
La balanza comercial fue contante e intensamente negativa durante la época: entre 1923 y 1929, las importaciones duplicaron en valor a las exportaciones, situación que no mejoró sustancialmente durante la Gran Depresión. También lo fue la balanza de pagos, que únicamente equilibraron los préstamos extranjeros hasta desaparecieron como consecuencia de la Gran Depresión.
Otra característica principal de la economía del país era la debilidad del sector privado, lo que conllevó un amplio sistema clientelista en la que los que controlaban el Estado, principal motor económico de la nación en ausencia de una burguesía destacable, lo utilizaban en su beneficio y en el de sus partidarios. El intervencionismo estatal en la economía produjo un crecimiento del funcionariado, que lograba su puesto a menudo gracias al favoritismo de los dirigentes políticos a cambio de su respaldo electoral.
El Estado, principal motor de la economía, se hallaba en permanente déficit, lo que impedía las inversiones a largo plazo y los planes de desarrollo. Dos aportaciones peculiares a la economía griega eran la gran contribución de la marina mercante, de grandes proporciones, y la de las remesas de los numerosos emigrantes (alrededor de medio millón entre 1830 y 1920), que habían permitido mantener la población del país casi estable a pesar de la gran tasa de natalidad.

### Fases
La economía griega pasó por diversos periodos principales en la época de entreguerras:
- Un periodo de depresión en la posguerra entre 1923 y 1927, marcado por la carga del reasentamiento de los refugiados de la guerra con Turquía y los infructuosos intentos de los sucesivos Gobiernos de mantener el valor del dracma.[1]
- Un corto periodo de cierto crecimiento y de estabilidad del dracma entre 1927 y 1932, estorbado por la Gran Depresión.[1]
- Otro periodo de crisis debido a la bancarrota de 1932, en la que el país suspendió el pago de la deuda exterior.[1]

### La posguerra
La inflación había devaluado el valor del dracma antes de la derrota militar de 1922, pero la tendencia se acentuó en el periodo de posguerra. La llegada de la enorme cantidad de refugiados —más de un millón de personas, un quinto de la población del país— y sus necesidades hundieron la balanza de pagos griega. La producción nacional no pudo satisfacer el rápido crecimiento de la demanda, lo que llevó a grandes importaciones de productos y de capital, lo que a su vez aumentó la necesidad de divisas y devaluó el dracma, hundido además por los métodos gubernamentales para financiar los défitics presupuestarios. El déficit comercial y la necesidad de atender a los refugiados condujo a la solicitud de créditos internacionales y a la devaluación de la moneda. La continua fluctuación hizo atractiva la especulación en divisas, que detrajo el capital local de la inversión entre 1923 y 1926. Los intentos de subir los tipos de interés para fomentar el ahorro y la inversión fracasaron, dificultando el desarrollo de la industria nacional. La continua inestabilidad política complicó la atracción de inversores extranjeros.
La industria creció rápida pero irregularmente durante la década de 1920, tanto por el crecimiento de la demanda, como por la reducción de los sueldos a causa de la llegada de los refugiados y el respaldo estatal al desarrollo. La mano de obra barata que suponían los refugiados urbanos favoreció a la industria griega, pero también facilitó las malas condiciones de trabajo (trabajo infantil, largas jornadas de trabajo, sueldos bajos...). El proteccionismo también fomentó el desarrollo industrial, pero de pequeñas empresas ineficientes, dependientes de la mano de obra barata y escasa inversión de capital. Sin embargo, a corto plazo sirvió para paliar el problema del paro.
El Gobierno decretó un crédito forzoso durante la dictadura de Pangalos ante la imposibilidad de lograr créditos en el extranjero por la falta de pago de la deuda a las grandes potencias y la necesidad de evitar la emisión de moneda para evitar mayor inflación. El dinero debía servir para costear la invasión de la Tracia Oriental turca. Tras la caída de Pangalos y ante la presión de los acreedores internacionales, el nuevo Gabinete de coalición impuso el equilibrio presupuestario reduciendo el gasto público con la esperanza de atraer inversores extranjeros, pero debilitó así el crecimiento económico.
En el campo, durante la guerra mundial y la posguerra se produjo una gran reforma agraria que entregó la posesión de la tierra a los campesinos y acabó fundamentalmente con los terratenientes. Esta se llevó a cabo en parte para poder asentar a los refugiados, que ampliaron notablemente el terreno cultivado en el país, un 55 %. También mejoraron los métodos de cultivo y la producción de tabaco. En total cerca del 38 % de la superficie cultivable se redistribuyó en la reforma agraria. Más de la mitad de las parcelas repartidas pertenecían anteriormente a turcos o búlgaros que abandonaron Grecia. La reforma, sin embargo, no logró mejorar la situación del campesinado, que sufría de superpoblación (entre un 40 % y un 50 %). La entrega de las tierras no vino acompañada de las necesarias medidas complementarias para hacer eficaz la reforma: el crédito, la ayuda técnica y la formación estatal a los nuevos propietarios fue mínima o inexistente. El campesinado sufrió la crisis agraria mundial de la década de 1920, anterior incluso a la Gran Depresión, especialmente grave en Europa y debida al exceso de producción, que hundió los precios. La mengua de los precios hizo que los ingresos medios de los campesinos fuesen notablemente inferiores a la media nacional y amenazasen con sumir a estos en la pobreza. Creció la deuda de los labradores con bancos y prestamistas, que en 1937 alcanzó un 43,3 % de los ingresos de este grupo social y afectaba al 70 % del colectivo. La mala situación del campo acentuó la tradicional emigración del agro griego que, si hasta 1922 se había dirigido intensamente a América, a partir de entonces lo hizo a las ciudades griegas. Este proceso se hizo patente en el veloz crecimiento de la población de la capital y sus alrededores, que pasó de tener 802 000 habitantes en 1928 a 1 124 109 en 1940; 200 000 de esos nuevos habitantes eran inmigrantes del campo.
El asentamiento de la enorme cantidad de refugiados no quedó en manos del Gobierno, sino de una organización en parte independiente de este, la Comisión de Asentamiento de los Refugiados, que se disolvió en 1930 tras haber asentado a 145 758 familias, sobre todo en Macedonia y Tracia occidental. La comisión contaba con el respaldo de la Sociedad de Naciones, lo que permitió obtener dos empréstitos internacionales para sufragar su actividad. La situación de los refugiados que se instalaron en las principales ciudades fue peor, tanto por la falta de trabajo como por las malas condiciones de alojamiento. La comisión construyó veintisiete mil casas para ellos, pero incluso así en 1930 unas treinta mil familias aún vivían en barracones y chabolas. El coste del proceso de asentamiento fue gigantesco (absorbió la mitad del presupuesto estatal durante varios años y varios préstamos extranjeros), pero también sirvió para estimular notablemente la industria y la agricultura griegas, hasta entonces estancadas.

### Estabilización y depresión

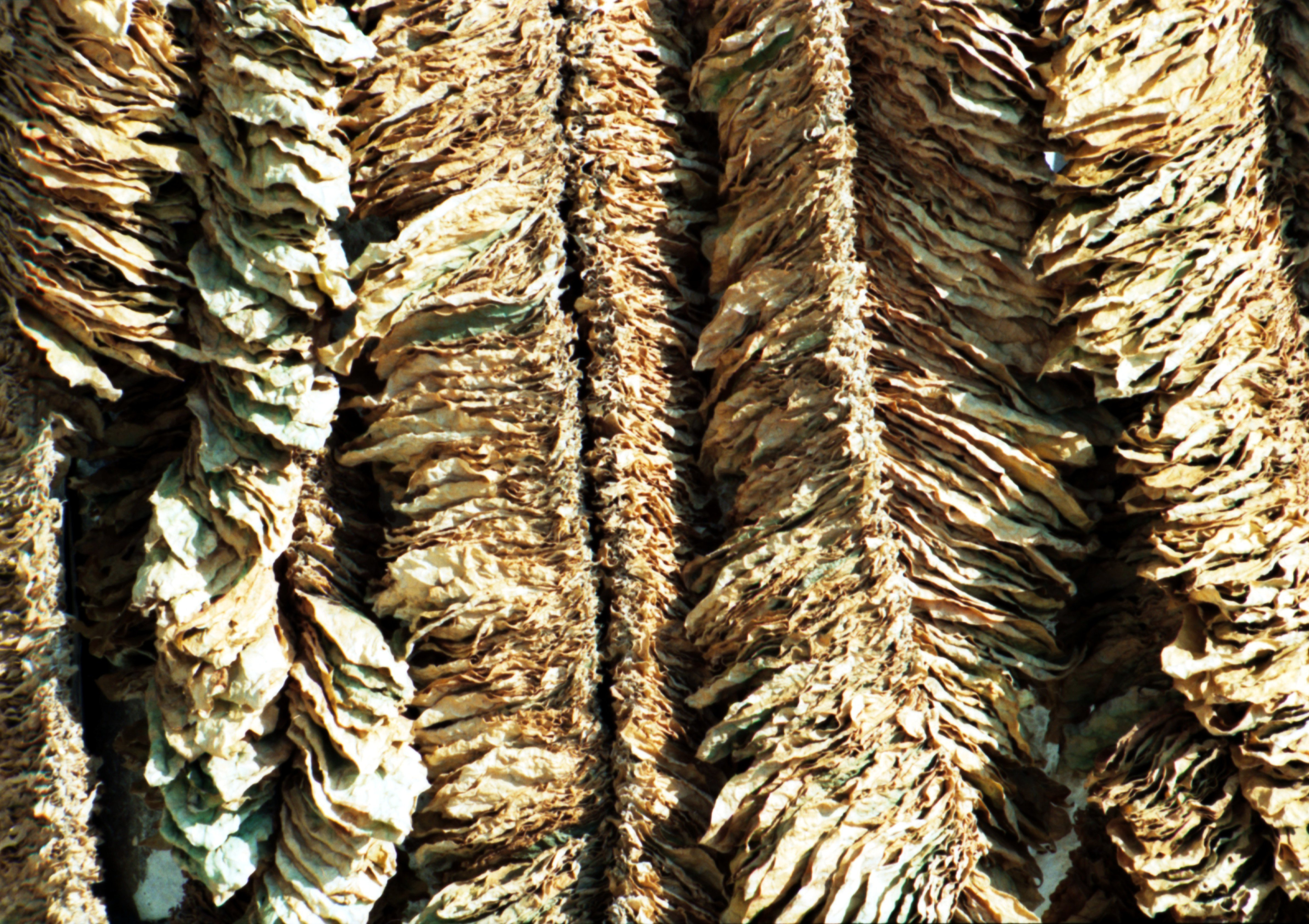
Tabaco griego, una de las principales exportaciones del país. Sufrió duramente el hundimiento del comercio mundial durante la Gran Depresión, causando el malestar en las zonas productoras. Gran parte de la producción se vendía a Alemania a finales del periodo de entreguerras.

El Banco de Grecia se creó como banco central de la nación en 1928 por imposición de los prestamistas extranjeros, con competencias sobre la emisión de moneda, el control de su circulación, el volumen de crédito y la fijación de los tipos de interés. El valor de la divisa se estabilizó por fin ese mismo año, pero a costa de perder el 95 % de su valor respecto a la época anterior a la Primera Guerra Mundial.
La inversión extranjera, especialmente indirecta, llegó en grandes cantidades al país una vez resueltas las disputas con las potencias por las deudas de guerra griegas. Venizelos comenzó a llevar a cabo amplias obras públicas, proyectadas anteriormente, para lo que hubo de solicitar grandes créditos internacionales en 1928 y 1931. Creó el Banco Agrícola en 1929, que debía permitir a los campesinos la obtención de créditos en mejores condiciones. Basó sus planes de desarrollo nacional —fundamentalmente en defensa de la burguesía que lo sostenía electoralmente— en el capital extranjero, lo que requería de crecientes exportaciones para obtener las divisas para pagarlos. La llegada de la Gran Depresión afectó duramente a Grecia por las necesidades citadas: redujo notablemente sus exportaciones y, a partir de 1931, le privó de financiación por la drástica reducción del movimiento de capitales, que eliminó los créditos internacionales. Las remesas enviadas por los emigrantes también menguaron drásticamente. Entre 1917 y 1932, la deuda externa griega había crecido de los 360 millones de dólares a los 790, lo que suponía dos tercios del presupuesto nacional. El Gobierno temía el descontento social y la amenaza que podía suponer para el orden social burgués, por lo que ya en 1929, apenas comenzada la Gran Depresión, aprobó leyes claramente dirigidas contra la agitación comunista, que se emplearon también contra los sindicatos y el movimiento obrero en general. Una de las medidas para paliar el descontento fue la moratoria en el pago de los créditos suscritos por labradores, que se promulgó en 1931 por cinco años y se volvió a decretar en 1937 por doce. Otra, encaminada también tanto a mejorar la situación en el campo como a prevenir posibles movimientos revolucionarios antiburgueses, fue la compra estatal del trigo a precios superiores a los de mercado, aprobada en 1930. La legislación educativa, que finalmente no se pudo aplicar totalmente, también favoreció una clara estratificación social conservadora, pese a ampliar también la alfabetización y la formación técnica, complicando el acceso a la enseñanza secundaria y superior de los menos favorecidos.
| Gran depresión en Europa (1924-1938): Crecimiento industrial anual per cápita Según Christodoulaki (2001), p. 77. |                                                                  |
| --- | ---------------------------------------------------------------- |
| Gráfico no disponible temporalmente debido a problemas técnicos.                                                  |                                                                  |
| Nota: Porcentaje del precio de 1929 (1929=100). El dato de 1940 es para enero de ese año.                         |                                                                  |
| | Gráfico no disponible temporalmente debido a problemas técnicos. |

Las exportaciones griegas eran muy vulnerables a la crisis mundial por dos motivos principales: su concentración en dos productos (tabaco y pasas, que suponían el 70 %-80 % de los ingresos por exportaciones) y el tratarse de artículos de lujo, prescindibles en momentos de depresión económica. Ambos productos representaban además una parte muy sustancial de los ingresos de los campesinos, de manera que una reducción de sus ventas afectaba mucho a sus ganancias y a la economía nacional. El tabaco fue el primer artículo que sufrió por la depresión, dependiendo mucho de la situación en Alemania: las exportaciones cayeron más de un 50 % en valor. Ambos productos, tabaco y pasas, sufrían además una dura competencia de los productores estadounidenses. Por el contrario, las importaciones de cereal, cuyo precio se había hundido más que el de las principales exportaciones griegas, resultaron más baratas. En general la Gran Depresión tendió a equilibrar la balanza comercial griega y a orientar el comercio exterior hacia los países con acuerdos de trueque.
El Gobierno griego trató infructuosamente de mantener el valor del dracma, que hubo de ser devaluado en abril de 1932 y abandonó el patrón oro, tras los intentos fallidos de Venizelos de suscribir nuevos créditos en el extranjero a comienzos de año. El país suspendió pagos el 1 de mayo, medida que perjudicó especialmente al Reino Unido, principal acreedor del país (67 % de la deuda externa estaba en manos británicas). La depreciación del dracma (55 %) hizo imposible el pago de la deuda exterior y llevó a la bancarrota lo que, a su vez, limitó el crédito extranjero para Grecia. La crisis acabó con los intentos de desarrollo de la década anterior. Aquejó en especial a Macedonia, muy dependiente de la exportación de tabaco, a cuya recogida se dedicaban muchos de los refugiados asentados en la zona desde 1923. La bancarrota también tuvo una grave consecuencia alimentaria: la dificultad para pagar las grandes importaciones de trigo que hacía el país, que suponían el principal motivo de que la balanza comercial fuese negativa. La crisis equilibró la balanza comercial a costa de reducir considerablemente las importaciones y menguar el comercio en general.
El encarecimiento de los productos extranjeros y la falta de divisas para las exportaciones favorecieron, sin embargo, la producción griega, que aumentó notablemente en algunos sectores, como el cerealista y el de otros productos agrícolas, destinados al mercado interno. La industria griega también creció después de menguar durante los primeros años de la depresión (1929-1932) a un ritmo del 4 % anual y, como la agricultura, lo hizo para el abastecimiento de la demanda nacional, no para la exportación, y con tecnología anticuada. El crecimiento industrial fue muy intenso en 1933 y 1934, y se moderó posteriormente. El perjuicio que la Gran Depresión infligió a la industria griega fue menor que en otros países europeos como Bélgica o Checoslovaquia, los más afectados por la crisis, pero incluso así, notable, entre un 10 % y un 15 %. El contratiempo aparente del abandono del patrón oro, la devaluación del dracma y la suspensión de pagos de la deuda externa supuso en realidad el comienzo de una rápida recuperación económica.
El rápido crecimiento, sin embargo, aumentó las tensiones sociales al favorecer principalmente a los empresarios, dejando de lado a parte del proletariado y a las zonas exportadoras. Creció el malestar social y en 1936 el partido comunista logró quince diputados. El supuesto peligro comunista sirvió como excusa para la implantación de la dictadura del general Metaxás en el verano de 1936, que hubo de lidiar con los desequilibrios económicos y sociales heredados de la época anterior.

### Desarrollo estatalista y crisis de guerra
Durante la dictadura, Metaxás puso en marcha una serie de medidas sociales para paliar el descontento, como la fundación de la seguridad social griega, y fomentó la producción interna, subsidiándola. La producción agrícola aumentó notablemente y se siguió respaldando a la industria nacional, que también creció, con una de las medias mayores de todo el continente entre 1929 y 1938. El desarrollo, de esta, no obstante, estuvo limitado por la falta de materias primas nacionales (especialmente minerales) y la imposibilidad de importarlos por la falta de divisas. En 1938 tres cuartas partes de las materias primas de la industria tenían que importarse. Esto perpetuó la balanza de pagos negativa del comercio griego.
A pesar de las mejoras, en vísperas de la guerra mundial el 60 % de la población seguía dependiendo de la agricultura y alrededor de la mitad de los cereales tenían que importarse. En 1938 el 68 % de las exportaciones seguían debiéndose al tabaco, las pasas, las aceitunas y el aceite de oliva. Las técnicas agrarias seguían siendo primitivas y la mecanización del campo escasísima (218 labradores por tractor frente a los 8 en Dinamarca).
La industria, pese a su crecimiento, seguía consistiendo en su mayor parte en pequeños talleres (92 % de las fábricas con menos de cinco empleados), empresas familiares con escaso capital. Las principales industrias eran la textil y la de transformación de alimentos, ambas de pequeña escala y con tecnología obsoleta, amparadas por las medidas proteccionistas estatales. El grueso de la producción industrial se dedicaba al consumo interno; la escasa calidad y gran coste de producción de las manufacturas griegas complicaban su exportación. La producción eléctrica creció notablemente, pero el consumo per cápita siguió siendo bajo y muchas de las industrias aún no habían sido electrificadas cuando comenzó la Segunda Guerra Mundial.
El desarrollo industrial, debido en parte al proteccionismo, supuso por otro lado el pago de altos precios por productos de calidad inferior a los importados. A pesar del crecimiento de la producción, además, la industria, como en otros países de la región, no consiguió resolver el problema de la superpoblación rural. En 1940 la industria suponía únicamente el 18 % del PIB y empleaba al 15 % de la población.
| Evolución industrial de Grecia durante el periodo de entreguerras (1913-1938) |
|                                                                               |
| Índice de producción industrial (1913-1938).                                  |

| Evolución industrial de Grecia durante el periodo de entreguerras (1921-1938) |
|                                                                               |
| Índice de producción industrial (1921-1938).                                  |

La flota mercante griega, tras sufrir una merma destacadísima en la Primera Guerra Mundial, aumentó espectacularmente en el periodo de entreguerras, siendo la décima del mundo en 1938. En 1939 era la novena del mundo, y la tercera del Mediterráneo tras la francesa y la italiana.
A finales de la década, Alemania se había convertido en el primer socio comercial de Grecia, comprando el 43 % de las exportaciones helenas y suministrando el 31 % de sus importaciones en 1938. Como otros países de la región, Grecia hubo de someterse al nuevo sistema comercial de trueque preferido por el Gobierno alemán, escaso de divisas con las que pagar sus importaciones. Las deudas alemanas contraídas mediante este sistema se compensaron con armamento para el programa de rearme que puso en marcha Metaxás. La dependencia de Alemania tenía por origen el gran peso que tenían las exportaciones de tabaco para Grecia, que el Reino Unido se negaba a comprar —como tampoco ningún tabaco balcánico— mientras que Alemania adquiría más de la mitad de las exportaciones griega, turca y búlgara.
La deuda externa no paró de crecer en todo el periodo, siendo proporcionalmente mucho mayor que la de los países vecinos. La baja productividad agraria e industrial, lo limitado de los mercados exteriores y la gran deuda externa hizo que la renta per cápita en Grecia fuese muy baja (75 dólares en 1939 frente a los 283 de Francia). La importancia de los impuestos indirectos (alrededor del 80 % del total) agravaban además las condiciones de los más pobres.
La baja renta per cápita y la desigualdad en la distribución de la renta causaron la malnutrición y las malas condiciones sanitarias de parte importante de la población. Tanto la malaria como la tuberculosis estaban muy extendidas.
El analfabetismo también abundaba: un 40,9 % de los mayores de ocho años en 1928 era analfabeto. Las mujeres sufrían la falta de educación más intensamente que los hombres, doblando en número de analfabetos a estos. Su número, sin embargo, decreció rápidamente en la década de 1930. Como en otros países de escaso desarrollo, la educación superior tendió a centrarse en las letras y en las ciudades, siendo el número de graduados de ciencias aplicadas mucho menor que las necesidades del país. La falta de iniciativa privada y la preponderancia del Estado, con escaso presupuesto, dificultaba el empleo de técnicos y fomentaba la creación de funcionariado mal pagado.
El estallido de la guerra mundial y el rearme consiguiente decidido por el Gobierno acabó con los intentos de equilibrar el presupuesto y aumentó la inflación. El ataque de Mussolini en octubre de 1940 empeoró aún más la situación económica.